# Titoniano
| Periodo                                                                                      | Epoca                | Piano          | Età (Ma)    |
| -------------------------------------------------------------------------------------------- | -------------------- | -------------- | ----------- |
| Cretacico                                                                                    | Cretacico inferiore  | Berriasiano    | Più recente |
| Giurassico                                                                                   | Giurassico superiore | Titoniano      | 149,2 ± 0,7 |
| Giurassico                                                                                   | Giurassico superiore | Kimmeridgiano  | 154,8 ± 0,8 |
| Giurassico                                                                                   | Giurassico superiore | Oxfordiano     | 161,5 ± 1,0 |
| Giurassico                                                                                   | Giurassico medio     | Calloviano     | 165,3 ± 1,1 |
| Giurassico                                                                                   | Giurassico medio     | Bathoniano     | 168,2 ± 1,2 |
| Giurassico                                                                                   | Giurassico medio     | Bajociano      | 170,9 ± 0,8 |
| Giurassico                                                                                   | Giurassico medio     | Aaleniano      | 174,7 ± 0,8 |
| Giurassico                                                                                   | Giurassico inferiore | Toarciano      | 184,2 ± 0,3 |
| Giurassico                                                                                   | Giurassico inferiore | Pliensbachiano | 192,9 ± 0,3 |
| Giurassico                                                                                   | Giurassico inferiore | Sinemuriano    | 199,5 ± 0,3 |
| Giurassico                                                                                   | Giurassico inferiore | Hettangiano    | 201,4 ± 0,3 |
| Triassico                                                                                    | Triassico superiore  | Retico         | Più antico  |
| Suddivisione del Giurassico secondo la Commissione internazionale di stratigrafia dell'IUGS. |                      |                |             |

Nella scala dei tempi geologici, il Titoniano rappresenta il terzo dei tre stadi stratigrafici o età in Geocronologiche in cui è suddiviso il Giurassico superiore, l'ultima epoca del periodo Giurassico.
È compreso tra 150,8 ± 4,0 e 145,5 ± 4,0 milioni di anni fa (Ma), preceduto dal Kimmeridgiano e seguito dal Berriasiano, la prima età del Cretacico.

## Definizioni stratigrafiche e GSSP
Il Titoniano fu introdotto nella letteratura scientifica dallo stratigrafo tedesco Albert Oppel nel 1865.

L'attribuzione del nome Titoniano è un po' anomala nella designazione degli stadi geologici perché esso deriva dalla mitologia greca. Titone era figlio di Laomedonte, re di Troia; egli fu amato da Eos, la dea dell'aurora, e il suo nome è entrato nella stratigrafia perché questo stadio rappresenta la transizione verso l'alba del successivo periodo Cretacico.
La base del Titoniano si trova alla base della biozona ammonitica della Hybonoticeras hybonotum.
Il limite superiore del Titoniano e dell'intero periodo Giurassico, nonché base del successivo Cretacico, è dato dalla prima comparsa negli orizzonti stratigrafici della specie ammonitica Berriasella jacobi.

### GSSP
Il GSSP, il profilo stratigrafico di riferimento della Commissione Internazionale di Stratigrafia, non è ancora stato fissato (2010).

### Biozone
Il Titoniano viene a volte ulteriormente suddiviso in inferiore, medio e superiore. Quest'ultimo corrisponde al Portlandiano nella stratigrafia britannica.
Nel dominio Tetide, il Titoniano comprende sette biozone ammonitiche:
- zona della Durangites
- zona della Micracanthoceras micranthum
- zona della Micracanthoceras ponti o Burckardticeras peroni
- zona della Semiformiceras fallauxi
- zona della Semiformiceras semiforme
- zona della Semiformiceras darwini
- zona della Hybonoticeras hybonotum

## Paleontologia

### †Anchilosauri
| Ankylosauria del Titoniano          | Ankylosauria del Titoniano | Ankylosauria del Titoniano         | Ankylosauria del Titoniano | Ankylosauria del Titoniano |
| Taxa                                | Presenza                   | Localizzazione                     | Descrizione | Immagine                   |
| ----------------------------------- | -------------------------- | ---------------------------------- | --- | -------------------------- |
| - Gargoyleosaurus                   |                            | Morrison Formation, Wyoming, USA.  | Il più piccolo e primitivo degli anchilosauri. Aveva un cranio di soli ventinove centimetri e la lunghezza totale del corpo è stimata fra tre e quattro metri. |                            |
| - Mymoorapelta - Mymoorapelta maysi |                            | Morrison Formation, Colorado, USA. | Anchilosauro primitivo e poco noto. |                            |

### Teropodi
| Theropoda del Titoniano | Theropoda del Titoniano | Theropoda del Titoniano         | Theropoda del Titoniano | Theropoda del Titoniano |
| Taxa                    | Presenza                | Localizzazione                  | Descrizione | Immagine                |
| ----------------------- | ----------------------- | ------------------------------- | --- | ----------------------- |
| - Allosaurus            |                         | Morrison Formation, USA.        | Il più comune e più studiato tra i dinosauri teropodi. |                         |
| - Archaeopteryx         |                         | Solnhofen, Germania.            | Nel Giurassico superiore fanno la loro prima comparsa nei resti fossili i rettili volanti come l'Archaeopteryx, ritrovato nelle cave di calcare della Germania. |                         |
| - Ceratosaurus          |                         | Morrison Formation, USA.        | Fossili meno comuni di quelli dell'Allosaurus. |                         |
| - Ostafrikasaurus       |                         | Tanzania.                       | Il più antico degli spinosauridi. |                         |
| - Saurophaganax         |                         | Morrison Formation, USA.        | Il più grande predatore presente nel suo ambiente durante il Giurassico superiore.                                                                              |                         |
| - Torvosaurus           |                         | Morrison Formation, Portogallo. | |                         |

### †Ornitischi basali
| Ornithischia basali del Titoniano | Ornithischia basali del Titoniano | Ornithischia basali del Titoniano | Ornithischia basali del Titoniano | Ornithischia basali del Titoniano |
| Taxa                              | Presenza                          | Localizzazione                    | Descrizione | Immagine                          |
| --------------------------------- | --------------------------------- | --------------------------------- | --- | --------------------------------- |
| - Fruitadens                      |                                   | Fruita, Colorado, USA.            | Il Fruitadens era il più piccolo degli ornitischi eterodontosauridi conosciuti; pesava meno di un kg ed era lungo poco più di sessanta centimetri. È anche uno degli ultimi eterodontosauridi conosciuti. |                                   |

### †Ceratopsi
| Ceratopsia del Titoniano | Ceratopsia del Titoniano | Ceratopsia del Titoniano  | Ceratopsia del Titoniano                                                   | Ceratopsia del Titoniano |
| Taxa                     | Presenza                 | Localizzazione            | Descrizione                                                                | Immagine                 |
| ------------------------ | ------------------------ | ------------------------- | -------------------------------------------------------------------------- | ------------------------ |
| - Chaoyangsaurus         | ?                        | Chaoyang, Liaoning, Cina. | Uno dei primi ceratopsi.                                                   |                          |
| - Xuanhuaceratops        |                          | Hebei, Cina.              | Membro della famiglia dei Chaoyangsauridae, è tra i più antichi ceratopsi. |                          |

### †Ornitopodi
| Ornithopoda del Titoniano | Ornithopoda del Titoniano          | Ornithopoda del Titoniano           | Ornithopoda del Titoniano | Ornithopoda del Titoniano |
| Taxa                      | Presenza                           | Localizzazione                      | Descrizione | Immagine                  |
| ------------------------- | ---------------------------------- | ----------------------------------- | --- | ------------------------- |
| - Camptosaurus            | Dal Kimmeridgiano al? Berriasiano. | Wyoming, USA; Inghilterra; Francia. | Il Camptosaurus poteva superare gli otto metri di lunghezza, con un'altezza alle anche di due metri. Era di corporatura robusta e normalmente quadrupede, anche se in grado di muoversi anche su due zampe. Il genere è probabilmente strettamente collegato agli antenati dei dinosauri iguanodontidi e adrosauridi. Era dotato di un becco a pappagallo che utilizzava per nutrirsi di piante cycadaceae. |                           |
| - Draconyx                |                                    | Lourinhã, Portugal                  | Iguanodon camptosauride. |                           |
| - Drinker                 |                                    |                                     | |                           |
| - Dryosaurus              |                                    |                                     | |                           |
| - Othnielia               |                                    |                                     | |                           |
| - Othnielosaurus          |                                    |                                     | |                           |

### †Plesiosauri
| Plesiosauria del Titoniano | Plesiosauria del Titoniano | Plesiosauria del Titoniano | Plesiosauria del Titoniano | Plesiosauria del Titoniano |
| Taxa                       | Presenza                   | Localizzazione             | Descrizione                | Immagine                   |
| -------------------------- | -------------------------- | -------------------------- | -------------------------- | -------------------------- |
| - Simolestes indicus       |                            |                            |                            |                            |

### †Pterosauri
| Pterosauria del Titoniano   | Pterosauria del Titoniano | Pterosauria del Titoniano         | Pterosauria del Titoniano | Pterosauria del Titoniano |
| Taxa                        | Presenza                  | Localizzazione                    | Descrizione | Immagine                  |
| --------------------------- | ------------------------- | --------------------------------- | --- | ------------------------- |
| - Rhamphorhynchus muensteri |                           | Solnhofen, Germania.              | |                           |
| - Anurognathus ammoni       |                           | Solnhofen, Germania.              | Aveva la testa corta con denti a spillo e una coda pure corta anche se appartiene al gruppo dei "Rhamphorhynchoidea" che hanno normalmente una coda lunga. |                           |
| - Pterodactylus antiquus    |                           | Solnhofen, Germania.              | |                           |
| - Ctenochasma               |                           | Solnhofen, Germania.              | |                           |
| - Comodactylus ostromi      |                           | Morrison Formation, Wyoming, USA. | Noto solo da un quarto metacarpo intatto, lungo 57,5 millimetri.                                                                                           |                           |
| - Cycnorhamphus suevicus    |                           | Solnhofen, Germania.              | |                           |
| - Dermodactylus montanus    |                           | Morrison Formation, Wyoming, USA. | |                           |
| - Germanodactylus           |                           | Solnhofen, Germania.              | |                           |
| - Gnathosaurus subulatus    |                           | Solnhofen, Germania.              | |                           |
| - Herbstosaurus pigmaeus    |                           | Neuquén, Argentina                | |                           |

### †Stegosauri
| Stegosauria del Titoniano | Stegosauria del Titoniano            | Stegosauria del Titoniano                         | Stegosauria del Titoniano | Stegosauria del Titoniano |
| Taxa                      | Presenza                             | Localizzazione                                    | Descrizione | Immagine                  |
| ------------------------- | ------------------------------------ | ------------------------------------------------- | --- | ------------------------- |
| - Stegosaurus             | Kimmeridgiano e Titoniano inferiore. | Morrison Formation, Colorado, Utah, Wyoming, USA. | Con una lunghezza di circa nove metri e un'altezza di quattro, lo Stegosaurus è uno dei dinosauri quadrupedi più facilmente identificabili a causa della duplice fila di placche verticali disposte sul suo dorso e le due paia di aculei che sporgevano orizzontalmente alla fine della coda. |                           |

### †Sauropodi
| Sauropoda del Titoniano | Sauropoda del Titoniano | Sauropoda del Titoniano | Sauropoda del Titoniano | Sauropoda del Titoniano |
| Taxa                    | Presenza                | Localizzazione          | Descrizione             | Immagine                |
| ----------------------- | ----------------------- | ----------------------- | ----------------------- | ----------------------- |
| - Apatosaurus           |                         |                         |                         |                         |
| - Brachiosaurus         |                         |                         |                         |                         |
| - Diplodocus            |                         |                         |                         |                         |
| - Mamenchisaurus        |                         |                         |                         |                         |

### †Talattosuchi
| Thalattosuchia del Titoniano                                                                                      | Thalattosuchia del Titoniano | Thalattosuchia del Titoniano                                                                         | Thalattosuchia del Titoniano | Thalattosuchia del Titoniano |
| Taxa | Presenza                     | Localizzazione                                                                                       | Descrizione | Immagine                     |
| --- | ---------------------------- | --- | --- | ---------------------------- |
| - Dakosaurus 1. Dakosaurus maximus 2. Dakosaurus andiniensis                                                      |                              | | Grande predatore metriorinchide, che si nutriva di altri rettili marini. 1. Specie tipo dell'Europa occidentale per il Giurassico superiore. 2. Argentina, Giurassico superiore - Cretacico inferiore (Titoniano), soprannominato "Godzilla". |                              |
| - Geosaurus 1. G. giganteus 2. G. gracilis 3. G. suevicus: 4. G. saltillense: 5. G. vignaudi: 6. G. araucanensis: |                              | 1. Europa occidentale 2. Europe occidentale 3. Europe occidentale 4. Messico 5. Messico 6. Argentina | Piccolo metriorinchide. Nessuna specie conosciuta di Geosaurus raggiungeva lunghezze superiori ai tre metri. Nel Titoniano vivevano parecchie specie di Geosauri. 1. Specie tipo per l'Europa occidentale del Giurassico superiore (Titoniano inferiore). 2. Europa occidentale del Giurassico superiore (Titoniano inferiore). In origine era la specie tipo del genere Rhacheosaurus. 3. Europa occidentale del Giurassico superiore (Titoniano inferiore). 4. Messico del Giurassico superiore (Titoniano inferiore). 5. Messico del Giurassico superiore (Titoniano medio). 6. Argentina del Giurassico superiore (Titoniano inferiore) - Cretacico inferiore. |                              |
| - Machimosaurus                                                                                                   |                              | | |                              |
| - Metriorhynchus M. potens                                                                                        |                              | | Carnivoro opportunista che si nutriva di pesci, belemniti, altri animali marini e forse carogne. Raggiungeva una dimensione di circa tre metri. |                              |
| - Steneosaurus |                              | | |                              |

### †Belemniti
| Belemniti del Titoniano | Belemniti del Titoniano | Belemniti del Titoniano | Belemniti del Titoniano | Belemniti del Titoniano |
| Taxa                    | Presenza                | Localizzazione          | Descrizione             | Immagine                |
| ----------------------- | ----------------------- | ----------------------- | ----------------------- | ----------------------- |
| - Produvalia            |                         |                         |                         |                         |